# Narodni muzej Koreje
Narodni muzej Koreje (korejsko 국립중앙박물관) je vodilni muzej korejske zgodovine in umetnosti v Južni Koreji. Od svoje ustanovitve leta 1945 se muzej posveča različnim študijam in raziskovalnim dejavnostim na področju arheologije, zgodovine in umetnosti ter nenehno razvija različne razstave in izobraževalne programe.
Leta 2005 se je preselil v okrožje Jongsan v Seulu. 24. junija 2021 je Narodni muzej Koreje odprl novo podružnico na mednarodnem letališču Inčon. Podružnica, ki je v območju za vkrcanje na letališču pred izhodom št. 22, je bila odprta ob praznovanju 20. obletnice muzeja.

## Zgodovina
Cesar Sundžong je leta 1909 ustanovil prvi korejski muzej, Muzej cesarske hiše. Zbirke Muzeja cesarske hiše v Čangjongungu in Splošnega muzeja japonske vlade, ki je bil upravljan med japonsko vladavino Koreje, so postale jedro zbirke Narodnega muzeja, ki je bil ustanovljen, ko je Južna Koreja leta 1945 ponovno pridobila neodvisnost.
Med korejsko vojno je bilo 20.000 muzejskih eksponatov varno premeščenih v Pusan, da bi se izognili uničenju. Ko se je muzej po vojni vrnil v Seul, je bil nastanjen tako v palači Gjongbokgung kot v palači Doksugung. Leta 1972 se je muzej ponovno preselil v novo stavbo na posestvu palače Gjonbokgung. Muzej so leta 1986 ponovno preselili v Džungangčong, nekdanjo stavbo japonske generalne vlade, kjer je bil (z nekaj polemik in kritik) nastanjen do rušenja stavbe leta 1995. Decembra 1996 so muzej odprli za javnost v začasnih prostorih v prenovljeni dvorani za socialno izobraževanje, preden so ga 28. oktobra 2005 uradno ponovno odprli v novi stavbi v družinskem parku Jongsan.
Muzej stoji na nekdanjem igrišču za golf, ki je bilo del garnizije Jongsan, osrednjega poveljstva ameriških sil, nameščenih v Koreji. Ameriška vojska je leta 1992 del zemljišča vrnila korejski vladi, ki je kasneje postal družinski park Jongsan. Čeprav so se načrti za muzej v parku začeli leta 1993, je bilo njegovo odprtje večkrat odloženo zaradi helikopterske ploščadi, ki je bila leta 2005 sčasoma dogovorjeno prestavljena. Muzej ima v svoji zbirki več kot 310.000 eksponatov, od tega je bilo hkrati razstavljenih približno 15.000 eksponatov. Razstavlja relikvije in artefakte v šestih stalnih razstavnih galerijah, kot so: 
- Galerija prazgodovine in antične zgodovine,
- Galerija srednjega in zgodnjega novega veka,
- Galerija donacij,
- Galerija kaligrafije in slikarstva,
- Galerija azijske umetnosti ter
- Galerija kiparstva in obrti.

Je šesti največji muzej na svetu po površini, ki zdaj pokriva skupno 295.551 m2.
Da bi zaščitili artefakte v muzeju, je bila glavna stavba zgrajena tako, da je vzdržala potres z magnitudo 6,0 po Richterjevi lestvici. Vitrine so opremljene z blažilnimi ploščadmi. Na voljo je tudi uvožen sistem naravne razsvetljave, ki namesto umetne uporablja sončno svetlobo, in posebej zasnovan sistem klimatizacije. Muzej je izdelan iz ognjevarnih materialov in ima posebne razstavne dvorane, izobraževalne ustanove, otroški muzej, ogromne zunanje razstavne površine, restavracije, kavarne in trgovine.

## Razporeditev
Muzej je razdeljen na tri nadstropja. Simbolično naj bi levi del muzeja predstavljal preteklost, desni del pa prihodnost. V pritličju so parki, vrtovi avtohtonih rastlin, slapovi in bazeni ter zbirka pagod, stup, luči in stel (vključno z narodnim zakladom Koreje št. 2, velikim zvonom Bosingak, primerkom korejskih zvonov iz obdobja Čoson).

### Prvo nadstropje
V prvem nadstropju je galerija prazgodovine in antične zgodovine, ki vsebuje približno 4500 artefaktov od paleolitika do obdobja kraljestva Sila, izkopanih na najdiščih po vsej Koreji. Devet razstavnih sob v galeriji so paleolitska soba, neolitska soba, soba bronaste dobe in Godžosona, soba proto treh kraljestev, soba Gogurjo, soba Pekče, soba Gaja in soba Sila. Razstavljene relikvije, od klesanih kamnitih sekir do razkošnih starodavnih kraljevih okraskov, prikazujejo dolgo pot zgodnjih naseljencev na polotoku do razvoja njihove edinstvene kulture.
V sobah iz neolitika in bronaste dobe najdemo artefakte s pomembnih prazgodovinskih najdišč in naselij, kot so petroglifi Bangudae in Songung-ni.
V prvem nadstropju je tudi galerija srednjeveške in zgodnje moderne zgodovine, ki prikazuje kulturno in zgodovinsko dediščino obdobij Združenega kraljestva Sila, Balhe, Gorjo in Čoson.

### Drugo nadstropje
V drugem nadstropju sta Galerija donacij in Galerija kaligrafije in slikarstva, ki vsebuje 890 umetniških del, ki prikazujejo tradicionalno in versko umetnost Koreje v risbah in barvah. Galerija kaligrafije in slikarstva je razdeljena na štiri sobe: Sobo za slike, Sobo za kaligrafijo, Sobo za budistične slike in Sarangbang (Atelje učenjaka).
Galerija donacij hrani 800 umetniških del, darovanih iz zasebnih zbirk zbirateljev. Galerija je razdeljena na enajst sob: Sobo zbirk Lee Hong-kun, Sobo zbirk Kim Čong-hak, Sobo zbirk Ju Kang-jul, Sobo zbirk Park Jung-sok, Sobo zbirk Čoi Jung-do, Sobo zbirk Park Bjong-re, Sobo zbirk Jo Čang-džong, Sobo zbirk Kaneko Kazušige, Sobo zbirk Hačiuma Tadasu, Sobo zbirke Iuči Isao in Sobo drugih zbirk.

### Tretje nadstropje
V tretjem nadstropju je Galerija skulptur in obrti s 630 kosi, ki predstavljajo korejsko budistično skulpturo in obrt. Med vrhunci galerije so izdelki iz celadona iz Koreje in narodni zaklad Koreje št. 83, Bangasajusang (ali Zamišljeni Bodhisatva). Pet sob galerije je del s kovinsko umetnostjo, soba s celadonom, soba z lončenino Bunčong, soba z belim porcelanom in soba z budističnimi skulpturami.
V tretjem nadstropju je tudi Galerija azijske umetnosti, ki vsebuje 970 kosov, ki raziskujejo podobnosti in razlike azijske umetnosti ter sotočje azijske in zahodne umetnosti prek svilne poti. Pet sob vsebuje  indijsko in jugovzhodnoazijsko umetnostjo, soba s srednjeazijsko umetnostjo, soba s kitajsko umetnostjo, soba s podvodnimi relikvijami Sinan in soba z japonsko umetnostjo.

## Zbirka

### Zlata krona, narodni zaklad Koreje št. 191
Iz severne grobnice Hvangnamdaečong v Gjongdžuju so izkopali zlato krono Sila iz 5. stoletja. V severni grobnici so našli več okraskov, vključno s srebrnim pasom z napisom (보인대) Buindae ('Gospejin pas'), kot v južni grobnici, kar kaže na to, da je severna grobnica ženska. Zlata krona odraža politični in družbeni razred lastnice.

### Zamišljeni Bodhisattva
Ta Bodhisatva iz začetka 7. stoletja sedi z eno nogo čez drugo, izgubljen v mislih s prsti na licih. Poza izhaja iz Bude, ki premišljuje o življenju ljudi. Ta kip nosi ravno krono, imenovano Trigorska krona ali Lotosova krona. Telo je golu, okrašeno s preprosto ogrlico. Obstajajo izjemne podobnosti z lesenim Zamišljenim Bodhisatvo v templju Korjudži v Kjotu na Japonskem, za katerega velja, da ga je ustanovil menih iz Sile. Verjetno je torej ta kip ustvarjen v Sili. Vendar pa je uravnotežena oblika ter elegantna in prefinjena izdelava značilna za obdobje Pekče.

### Kadilnica, celadon z odprtinami, Nacionalni zaklad Koreje št. 95
Ta kadilnica iz 12. stoletja predstavlja enega najboljših gorjo celadonov. Sestavljena je iz pokrova (z osrednjo luknjo za sproščanje kadila), gorilnice in podpore. Nad luknjo za kadilo je ukrivljen gumb z vrezanim vzorcem sedmih zakladov, ki pomaga pri sproščanju vonja.

### Desetnadstropna pagoda iz templja Gyeongcheonsa, narodni zaklad Koreje št. 86
Desetnadstropna pagoda Gjongčonsa (경천사 십층석탑; 敬天寺十層石塔) je bila prvotno postavljena v samostanu Gjongčonsa v četrtem letu (1348) kralja Čungmoka iz Gorja. Leta 1907 jo je japonski dvorni uradnik nezakonito pretihotapil na Japonsko, vendar so jo leta 1918 na zahtevo britanskih in ameriških novinarjev E. Bethella in H. Hulberta vrnili. Leta 1960 je bila obnovljena v palači Gjongbokgung, vendar jo je bilo zaradi kislega dežja in vremenskih vplivov težko ohraniti. Zato so ga leta 1995 ponovno razstavili in jo nato ob ponovnem odprtju leta 2005 shranili v razstavo »Pot v zgodovino« Narodnega muzeja Koreje.

### Album žanrskih slik Danwona, Korejski zaklad št. 527
Slikar iz 18. stoletja Kim Hong-do, znan tudi kot Danvon, je znan po svojih humornih in iskrenih slikah življenja preprostih ljudi. Ta album je sestavljen iz petindvajsetih slik, vsaka se osredotoča na figure brez ozadja. Kimove slike so videti skicirane, a hkrati kažejo izrazite poteze čopiča in uravnoteženo kompozicijo. Domneva se, da se je ta slog pojavil v Kimovih poznih tridesetih letih, album pa je bil dokončan, ko je bil star približno 40 let.

### Oegjudžangak Uigve
Gjudžangak je bila kraljeva knjižnica, ustanovljena na posestvu palače Čangdokgung v prestolnici po ukazu kralja Džongdžoja, 22. vladarja dinastije Čoson, leta 1776. Sčasoma se je knjižnica razvila tudi v državno sponzorirano raziskovalno ustanovo. Leta 1782 je bil na otoku Gangvha ustanovljen prizidek kraljeve knjižnice, imenovan Oegjudžangak, da bi se pomembni dokumenti, povezani s kraljevo družino, hranili bolj sistematično in varno, kot je to mogoče v prestolnici. Oegjudžangak je hranil kopije spisov, kaligrafij in risb nekdanjih kraljev, pa tudi kraljeve rodoslovje, uigve in druge podobne predmete. Kot tak je bil skladišče kulture kraljeve družine. Vključuje zapise o pripravah na državne dogodke in slovesnosti, na katerih so sodelovali ključni člani kraljeve družine Čoson. Besedilo podrobno pojasnjuje vsak postopek in ga podpirajo ilustracije, dovršeno ročno narisane. Te so služile kot referenca za kasnejše generacije, ki so organizirale podobne slovesnosti ali dogodke. Uigve (generično ime za zbirko približno 3895 knjig, ki podrobno beležijo kraljeve obrede in slovesnosti korejske dinastije Čoson) so začeli izdelovati v 15. stoletju, v zgodnjem Čosonu, praksa pa se je nadaljevala do konca kraljestva v začetku 20. stoletja. Ohranjajo ključne elemente konfucijanske kulture, ki je spoštovala rituale in spodobnost. Ta dela prikazujejo tudi vladajočo filozofijo in sisteme, po katerih je delovala država Čoson. Njihova zgodovinska in kulturna vrednost je bila priznana po vsem svetu, saj so bili »Kraljevi protokoli dinastije Čoson«* leta 2007 vpisani v UNESCO-ov Register svetovnega spomina.
297 zvezkov protokolov, ki so bili leta 1866 ukradeni med francosko kampanjo proti Koreji, je bilo shranjenih v Francoski narodni knjižnici. Leta 1975 je dr. Park Bjung-sun, ki je bila pogodbena uslužbenka v francoski nacionalni knjižnici, odkrila, da knjižnica hrani knjige iz dinastije Čoson. Organizirala je protokole in njihov obstoj je postal znan.
Med vrhom Koreja-Francija septembra 1993 je francoski predsednik François Mitterrand, ki je želel zagotoviti pogodbo za TGV za gradnjo hitre železnice Gjongbu, prinesel en zvezek Huigjongvonveonsodogam Uigve, da bi pokazal svojo namero, da vrne knjige Oegjudžangak. Vendar pa knjige v nasprotju z obljubo niso bile vrnjene.
Oktobra 2000 sta se državi na drugem vrhu dogovorili, da do leta 2001 vrneta 63 zvezkov, ki v Koreji niso imeli ročno napisanih izvodov, v obliki »vzajemne razstave izmenjave kulturne dediščine«. Vendar pa je francoska stran pogajanja o vrnitvi bodisi preložila bodisi zavlekla, kar je pokazalo pasiven odnos. Poleg tega so v Koreji zgodovinske, akademske in civilne organizacije širile svoje gibanje za vrnitev knjig Oegjudžangak, vztrajale pri brezpogojni repatriaciji, celo s pritožbo na Mednarodno sodišče.
Vprašanje je ostalo nerešeno. Vendar sta se predsednika obeh držav na vrhu G20 12. novembra 2010 dogovorila, da knjige Oegjudžangak posodita Koreji z obnovljivim petletnim najemom.
Po 145 letih so jih aprila in junija 2011 v štirih ločenih delih repatriirali.
Posebna razstava z naslovom Vrnitev Oegjudžangak Uigve iz Francije: Zapisi državnih obredov dinastije Čoson je potekala od 19. julija do 18. septembra 2011. Junija 2011 je muzej pred razstavo medijem predstavil pet izvodov zapisov, skupaj s svilenimi platnicami drugih zvezkov.